# Кабардино-Балкарский высокогорный заповедник
Кабарди́но-Балка́рский высокого́рный запове́дник — государственный природный заповедник в республике Кабардино-Балкария. Организован в январе 1976 года. Площадь 82 649 га. Площадь охранной зоны: 26 000 га.

## Рельеф
Заповедник входит в высокогорную зону Большого Кавказа. Высшая точка заповедника — гора Дыхтау (5204 м.), самая низкая точка расположена на 1800 м над уровнем моря.
Главный Кавказский хребет здесь образует знаменитую «Безенгийскую стену», состоящую из вершин Гестола (4859 м.), Катын-Тау (4858,8 м.), Джангитау (5058 м.), Джангитау Восточная (5033 м.) и Шхара (5068 м.). Боковой хребет, где находится самая высокая точка заповедника Дыхтау и Коштантау (5152 м.), состоит из трех отрогов, разделенных долинами рек Чегем, Черек-Безенгийский и Черек-Балкарский. Западный отрог носит название Каргашильский хребет, здесь расположены такие вершины, как г. Салынгантау (4510 м.), г. Тютюргю (4242 м.) и др. Восточный отрог Бокового хребта делит бассейн р. Черек на две части: Безенгийскую и Балкарскую. Основными вершинами кроме Дых-тау и Коштантау, здесь являются пик Пушкина (5047 м), Мусостау (4421 м.), Мижирги (4928 м.). Массив между Череком-Балкарским и Урухом носит название Суканские Альпы. От горы Сукан (4486,5 м.) здесь отходят ряд отрогов с вершинами Гюльчи (4477 м.), Сабалах (3616 м.) и другими.
В заповеднике 256 ледников. Из них 194 имеют площадь более 10 га каждый. Общая площадь безжизненного нивального пояса, составляет 45 502 га, или 60,7 % территории заповедника.

## Гидрология
Территория покрыта сетью рек, берущих начало от многочисленных ледников. Наиболее крупные: Чегем, Черек-Безенгийский, Черек-Балкарский, Сукан-Су и Хазнидон. Имеется несколько выходов минеральных источников.

## Флора и фауна
Число зарегистрированных видов: высшие растения — 1200, рыбы — 1, земноводные — 1, пресмыкающиеся — 3, птицы — 128, млекопитающие — 29.
Постоянными обитателями заповедника являются: дагестанский тур, обыкновенная лисица, кабан, шакал, бурый медведь, Кавказский лесной кот, рысь, каменная и лесная куницы, горностай и ласка, алтайская белка, заяц-русак, соня-полчок, бурозубки, летучие мыши. Имеются сведения о встречах кавказского барса. Встречаются редкие виды птиц: беркут, черный гриф, бородач, белоголовый сип, могильник, сапсан, краснокрылый стенолаз, кавказский тетерев, кавказский улар.